# Уряд Маврикію
Уряд Маврикію — вищий орган виконавчої влади Маврикію.

## Голова уряду
- Прем'єр-міністр — Правінд Джагнот (англ. Pravind Jugnauth).
- Віце-прем'єр-міністр — Іван Коллендавелло (англ. Ivan Collendavelloo).
- Віце-прем'єр-міністр — Шовкуталлі Судхун (англ. Showkutally Soodhun).

## Кабінет міністрів
Склад чинного уряду подано станом на 25 січня 2017 року.
| Логотип | Міністерство                                                                    | Міністр                                                        | Фото | Час на посаді | Час на посаді | Партія | Партія | Вебсайт |
| ------- | ------------------------------------------------------------------------------- | -------------------------------------------------------------- | ---- | ------------- | ------------- | ------ | ------ | ------- |
|         | Міністр-наставник                                                               | Анеруд Джугнаут (Anerood Jugnauth)                             |      |               |               |        |        |         |
|         | Міністерство агропромисловості та продовольчої безпеки                          | Махін Сіруттун (Mahen Seeruttun)                               |      |               |               |        |        |         |
|         | Міністерство вищої освіти та наукових досліджень                                | Ліла Деві Дукун-Лухуман (Leela Devi Dookun-Luchoomun)          |      |               |               |        |        |         |
|         | Міністерство внутрішніх справ                                                   | Правінд Джугнаут (Pravind Jugnauth)                            |      |               |               |        |        |         |
|         | Міністерство гендерної рівності, дитячого розвитку та сімейного добробуту       | Фазіла Дауріаву (Fazila Daureeawoo)                            |      |               |               |        |        |         |
|         | Міністерство державної служби                                                   | Едді Бойссезон (Eddy Boissezon)                                |      |               |               |        |        |         |
|         | Міністерство екології                                                           | Ет'єн Сінатамбу (Etienne Sinatambou)                           |      |               |               |        |        |         |
|         | Міністерство енергетики і комунальних служб                                     | Іван Коллендавелло (Ivan Collendavelloo)                       |      |               |               |        |        |         |
|         | Міністерство земельних ресурсів і житла                                         | Шовкуталлі Судхун (Showkutally Soodhun)                        |      |               |               |        |        |         |
|         | Міністерство закордонних справ, регіональної інтеграції та міжнародної торгівлі | Сітанах Вішну Латчмінарайду (Seetanah Vishnu Lutchmeenaraidoo) |      |               |               |        |        |         |
|         | Міністерство інфраструктури та перевезень                                       | Нандокумар Бодха (Nandocoomar Bodha)                           |      |               |               |        |        |         |
|         | Міністерство мистецтв і культури                                                | Прадіп Рупан (Pradeep Roopun)                                  |      |               |               |        |        |         |
|         | Міністерство молоді та спорту                                                   | Стефан Туссайнт (Stephan Toussaint)                            |      |               |               |        |        |         |
|         | Міністерство місцевого самоврядування                                           | Махін Джхугру (Mahen Jhugroo)                                  |      |               |               |        |        |         |
|         | Міністерство оборони та островів Родрігес                                       | Анеруд Джугнаут (Anerood Jugnauth)                             |      |               |               |        |        |         |
|         | Міністерство охорони здоров'я та якості життя                                   | Анвар Хасну (Anwar Husnoo)                                     |      |               |               |        |        |         |
|         | Міністерство праці, відносин у промисловості, зайнятості та професійної освіти  | Судех Каллчурн (Soodesh Callichurn)                            |      |               |               |        |        |         |
|         | Міністерство підприємництва та кооперативів                                     | Суніл Бхолах (Sunil Bholah)                                    |      |               |               |        |        |         |
|         | Міністерство риболовлі та морських ресурсів                                     | Премдут Кунджу (Premdut Koonjoo)                               |      |               |               |        |        |         |
|         | Міністерство соціальної безпеки                                                 | Ет'єн Сінатамбу (Etienne Sinatambou)                           |      |               |               |        |        |         |
|         | Міністерство соціальної інтеграції                                              | Ален Вонг (Alain Wong)                                         |      |               |               |        |        |         |
|         | Міністерство технології, інформації та зв'язку                                  | Йогінда Савмінаден (Yogida Sawmynaden)                         |      |               |               |        |        |         |
|         | Міністерство торгівлі та захисту споживачів                                     | Ашит Гунга (Ashit Gungah)                                      |      |               |               |        |        |         |
|         | Міністерство туризму                                                            | Аніл Гаян (Anil Gayan)                                         |      |               |               |        |        |         |
|         | Міністерство фінансової служби, доброго управління та інституційної реформи     | Судхір Сесунгкур (Sudhir Sesungkur)                            |      |               |               |        |        |         |
|         | Міністерство фінансів                                                           | Правінд Джугнаут (Pravind Jugnauth)                            |      |               |               |        |        |         |